# Stussenia membranifolia
Stussenia es un género monotípico de plantas con flores pertenecientes a la familia Melastomataceae. Su única especie: Stussenia membranifolia, es originaria de Vietnam.

## Taxonomía
Stussenia membranifolia fue descrita por (H.L.Li) C.Hansen y publicado en Willdenowia 15: 176. 1985.
Sinonimia
- Blastus membranifolius H.L. Li	[2][3]